# Pierre Rateau (résistant)
Pour les articles homonymes, voir Pierre Rateau et Rateau.
Pour l’article ayant un titre homophone, voir Râteau.
Pierre Rateau, alias Henri Poily, Arthur, Rossi, né le 14 mai 1913 à Aubigny-sur-Nère (Cher) et mort le 27 juin 1956 dans la même ville où il est inhumé, est un dirigeant de société, entrepreneur en quincaillerie, connu pour ses faits de résistance durant la Seconde Guerre mondiale.

## Biographie

### Jeunesse
Pierre Rateau est né le 14 mai 1913 à Aubigny-sur-Nère dans le Cher. Ses parents, Gustave Rateau et Jeanne Auger, dirigeaient une entreprise de gros en métaux et quincaillerie, située rue du Charbon.
Après avoir passé son enfance à Aubigny, Pierre Rateau poursuit ses études au Lycée Fénelon et au lycée Condorcet à Paris, jusqu’au Baccalauréat. Il effectue ensuite son service militaire à Rabat au Maroc, avant de commencer sa carrière professionnelle dans l’entreprise familiale.

### Bataille de France
Mobilisé en septembre 1939 à la déclaration de la Guerre, comme maréchal-des-logis d’Artillerie, Pierre Rateau est affecté à Raon-l’Étape (Vosges) près du Donon, dans un parc d’artillerie. Il y prépare un brevet de Chef de Section et est enfin nommé en avril 1940 au 60e Régiment d’Artillerie. Combattant avec bravoure au Donon jusqu’après l’armistice, il reçoit la Croix de Guerre.

### Internement en Russie
En juin 1940, il est fait prisonnier sur la ligne Maginot et est interné à Strasbourg (Bas-Rhin). Pierre Rateau et ses compagnons sont emmenés au Stalag 1 B en Prusse-Orientale. En tant que sous-officier, il refuse de travailler pour les Allemands et n’accepte pas son sort de prisonnier, il se considère “en sursis d’évasion” selon ses propres termes. Pendant sa détention, Pierre Rateau commence à rédiger son journal sur un petit carnet de papier bleu avec un crayon à papier, journal qu’il réussira toujours à dissimuler à ses gardiens et à ramener en France. Un projet d’évasion par la Hongrie n’aboutit pas. Il décide de tenter sa chance par la Russie et se fait envoyer dans un kommando de travail à Lyck, à 30 km de la frontière russe. Fin mars 1941, il s’évade la nuit même de son arrivée par – 30 °C avec deux camarades, Pierre David et Michel Tafanelli. Ils sont pris par des gardes-frontières russes qui les font allonger la face dans la neige et tirent 3 coups de feu pour alerter le poste de garde. Pierre Rateau rapportera avoir pensé que chaque coup de feu exécutait l’un de ses compagnons et que le dernier serait pour lui. Heureusement, il n’en était rien.
Pierre Rateau se retrouve à nouveau interné et séparé de ses compagnons dans des prisons successives en Russie, à Minsk, Smolensk, Grodno, puis Mitchourine, tout près de la Baltique où il retrouve près de 200 Français emmenés par Pierre Billotte, arrivé très peu de temps avant lui, et parmi lesquels ceux qui deviendront ses amis Alain de Boissieu, François Thierry-Mieg et Jean-Louis Crémieux-Brilhac. Durant cette période, il continue à transcrire sur son carnet bleu ses pensées, ses rencontres.
Dès son arrivée à Mitchourine, Pierre Rateau a décidé de se rallier au Général de Gaulle à Londres, car il a entendu parler de son action de résistance, vraisemblablement par le Général Billotte. Pendant cette période de captivité, il est désigné comme sous-officier du service de semaine et responsable de l’approvisionnement en bois de la communauté. Il s’impliquera particulièrement dans les activités physiques et sportives, considérant qu’elles participaient à maintenir le moral de la communauté.
Survient alors la déclaration de guerre russo-allemande. Les Anglais, également internés, ont obtenu d’être conduits à leur Ambassade à Moscou. Le Capitaine Billotte négocie alors par l’intermédiaire des Anglais le rapatriement des Français prisonniers à Mitchourine. Les négociations ayant réussi, les 180 Français qui acceptent de rejoindre Londres (certains préfèreront rester au service de l’URSS) sont embarqués à Arkhangelsk sur le bateau canadien Empress of Canada. Ce voyage les conduit au Spitzberg, pour que les Canadiens puissent détruire des carrières et stocks de charbon et hydrocarbures. Toute la journée des 2 et 3 septembre 1941, des équipes de Français dirigées par Pierre Rateau et Maurice Cornilliet vont aider les Canadiens au chargement des marchandises et des civils à évacuer. Alors que les Canadiens se relaient toutes les quatre heures, les Français galopent 14 heures d’affilée, fous d’action. Ceux qu’on appellera « les Russes » arrivent enfin en Écosse le 8 septembre 1941 et rejoignent Londres dès le lendemain.

### BCRA
Après un repos de quinze jours, Pierre Rateau commence une formation au Camp de Camberley sous le pseudonyme de “Henri Poily” (Henri était le prénom de son oncle, le Capitaine Henri Rateau, polytechnicien, mort pour la France lors de la Première guerre, et Poily le nom de la ferme d'Outarville dans le Loiret que possédaient les parents de sa fiancée Marguerite Lemaire). Il se retrouve au sein de l’Intelligence Service où il continue son instruction “d’agent secret”. Connaissant déjà le morse, il complète sa formation par l’apprentissage de la radio, de la manipulation des explosifs, des techniques de combats rapprochés, de parachutage et d’atterrissage. Parallèlement à sa formation, il s’occupe de questions liées à la jeunesse avec Maurice Schumann et André Philip, notamment au sein du journal catholique, le glaive de l’esprit et du scoutisme français en Angleterre.
Au cours de cette formation, fidèle à son engagement du premier jour sur le sol anglais il entre dans les Forces Françaises Libres et demande au Capitaine Billotte “affectez-moi où je pourrai le plus utilement servir, je ne me suis pas évadé pour moisir ici”. Versé dans les missions spéciales, il a une certaine répugnance au début pour cette guerre et l’avoue : “ce combat dans l’ombre, sans uniforme, me déplaisait”.
Affecté au Bureau central de renseignement et d'action (BCRA), il se lie d'une grande amitié avec Daniel Cordier. Il y retrouve aussi son camarade de Russie, François Thierry-Mieg, chef de la section contre-espionnage des services secrets gaullistes. Une première mission “Panthino” prévue en novembre 1942 sur les Pyrénées avec le Colonel Anglais Richardson de l’Intelligence Service est décommandée au dernier moment, par suite du débarquement des Américains en Afrique du Nord.

### Mission "Arthur"
L’organisation des opérations aériennes est devenue en 1943, au même titre que la restructuration des liaisons par radio, un des problèmes cruciaux de la logistique clandestine. Sur 36 tentatives d’atterrissage en 1942, seules 18 avaient abouti. Au printemps 1943, les trois officiers responsables des opérations aériennes en zone Sud sont brûlés, la Gestapo connaît tout de l’organisation du Service des Opérations Aériennes et Maritimes – le S.O.A.M. – créé par Jean Moulin.
Dans le cadre de la réorganisation entreprise et de la structuration militaire de la résistance, Pierre Rateau est parachuté en France en avril 1943, à Lentigny près de Roanne (Loire), après avoir été reçu par le général de Gaulle à Londres. Sous le nom de code “Arthur”, Pierre Rateau est envoyé en qualité d’officier régional d’opérations et chargé de mission S.A.P. (Section atterrissage parachutage) pour les Régions R3 ET R4 – Montpellier et Toulouse. Le pilote n’ayant pu trouver le terrain d’atterrissage, il atterrit au milieu du village. Il est à moitié étouffé par son parachute qui s’est emmêlé dans les lignes télégraphiques. Côtes cassées, identité brûlée, bagages perdus et interceptés par la Gestapo. Il ne retrouvera pas l’équipe de réception et devra se débrouiller. Arrivant à Lyon par ses propres moyens, il y rencontre Max (Jean Moulin), Bruno Larat, Paul Rivière, et Alain de Beaufort, chef des opérations aériennes de la région Clermont-Ferrand / Limoges.
Sa mission consiste à trouver des terrains d’atterrissage et de parachutage en France, les faire homologuer par les services anglais, ainsi qu’à faire partir des personnalités politiques “résistantes” qui se sont ralliées au Général de Gaulle. Il faut surtout organiser des équipes de réception des parachutages pour recevoir des armes, de l’argent, de fausses cartes d’alimentation, d’identité, des postes émetteurs et récepteurs, puis répartir ces marchandises (ce qui n’est pas simple en considération du volume à faire transporter). Il faut également gérer l’arrivée de nouveaux agents en s’appuyant pour cela sur un réseau local que Pierre Rateau a dû créer.
Compte tenu de la multiplication des opérations aériennes et de la perspective d’une extension de la lutte armée, l’officier régional d’opérations devient le chef d’un véritable réseau autonome utilisant parfois des centaines d’agents et d’auxiliaires. Ce réseau est composé de radio-émetteurs, de courriers (qui portent les messages par train), de saboteurs (usines, ponts, routes, voies de chemin de fer), d'agents qui prospectent les terrains et réceptionnent les parachutages aériens. Pendant toutes ses missions, il change d’identité fréquemment par mesure de sécurité: “Rouche”, “Rossi”, “Pape”, “Éminence”, “Roland”, “Beaulier”. Il installe son P.C. à Toulouse, avec de fréquents déplacements à Lyon. Il reprend après les arrestations de Beaufort et Larat, la région de Limoges.
Pierre Rateau organise ses réseaux. Ses premiers collaborateurs viennent des Francs-Tireurs. Il recherche des terrains d’atterrissages, ce qui est difficile car le Sud-Ouest se trouve loin pour les Westland Lysander (petits avions à faible autonomie) et trouve le fameux terrain “Serin” sur lequel furent amenées et enlevées des grandes figures de la Résistance Pierre Brossolette et Pierre Viénot, des hommes politiques Jules Moch et Henri Queuille, des aviateurs anglais. Avant la fin de 1943, sur le terrain “Chesnier”, il bat le record de parachutages de nuit avec quelque 80 containers.
En octobre 1943, des arrestations en cascade surviennent dans son réseau après l'interception d'un courrier. Malgré la désorganisation, Pierre Rateau sauve l’essentiel en allant récupérer les codes et émetteurs dans la chambre d’un radio qui venait d’être arrêté. Malgré le risque, il gagne de vitesse la Gestapo qui arrive quelques secondes après son départ. Toute son organisation vise à protéger au maximum le réseau grâce à des coupe-fils, des dispositions de sécurité, et cette consigne qu’il avait donnée à tous ses collaborateurs en cas d’arrestation, tenir 24 heures et après lâcher. Lui-même considérait que tout ce qu’un agent arrêté savait était brûlé et réorganisait son réseau après chaque arrestation. Catholique fervent, il s'était débarrassé de la capsule de cyanure qui était distribuée à chaque agent avant son départ en mission.
Un soir de Noël, il échappe de justesse à la Gestapo en quittant sa chambre à minuit avec ses affaires sous le bras. À 4 heures du matin, une vingtaine d'agents de la Gestapo étaient là, pillant tout. Quand sa secrétaire a été arrêtée, six mois plus tard à Limoges, la première question de la Gestapo a été “où est Rolland ?“, son nom de l'époque.
Parallèlement aux opérations aériennes, il organise une chaine d'évasion par l'Espagne, qui permet le passage de nombreux agents du BCRA.
Pierre Rateau est rappelé à Londres en février 1944. Un des avions qui devait ramener des personnalités en Angleterre s'étant embourbé, il laisse sa place à Lucie Aubrac, enceinte, qui accouchera le lendemain à Londres. Il doit quitter la France à pied par les Pyrénées. Arrêté à son arrivée en Espagne, il est interné au camp de Miranda. Pierre Rateau rejoint Londres en avril 1944 où le Général de Gaulle le reçoit à son retour de mission.

### Fin de la Guerre
Affecté à l'État-major du général Kœnig le 27 avril 1944, Pierre Rateau est chargé des liaisons aériennes avec les officiers d'opérations et les chefs de réseaux pour parachuter hommes, armes et matériel. 
Promu au grade de sous-lieutenant, en août 1944, il exécute une seconde mission en France (mission Shinoil), pour laquelle il est parachuté sur la poche de Saint-Nazaire, au moment où les Allemands battent en retraite, afin de détruire les installations allemandes, reprendre le “réduit” et regrouper les maquis vendéens (Mission Haute Vienne - FFI).
Le 29 octobre 1944, Pierre Rateau, de retour de mission, demande l’autorisation d’épouser sa fiancée qu'il n'a pas revue depuis 1939, Marguerite Lemaire. Leur mariage est célébré le 21 novembre 1944 à Outarville dans le Loiret.
Nommé ensuite chef du 4e bureau, il est affecté à la Direction Générale des Études et des Recherches (DGER) et reçoit le 18 juin 1945 du Général de Gaulle la Croix de la Libération. Pierre Rateau est démobilisé en juillet 1945 avec le Grade de Capitaine.

### De 1945 à sa mort
Il lui est ensuite proposé une mission de renseignements en Chine, qu’il refusera, pour prendre la direction de l’entreprise familiale.
En 1946, il témoigne au procès d'un autre enfant d'Aubigny-sur-Nère, le collaborateur Pierre Paoli dont la mère de Pierre Rateau s'était beaucoup occupée lorsque ce dernier était enfant.
Quelques jours avant sa mort, gravement malade, le Général de Gaulle lui adresse une lettre en date du 18 juin 1956, dans laquelle ce dernier lui adresse toute sa sympathie et son amitié.
Il décède le 27 juin 1956 d'une maladie à Aubigny-sur-Nère, où il est inhumé. Sa tombe, ainsi qu'il l'avait souhaité, est surmontée d'une croix de Lorraine et comprend cette simple épitaphe "Pierre-Henri Rateau, Compagnon de la Libération".

## Anecdotes
- Après un parachutage dans la vallée de la Saône, alors que sa voiture sortait du terrain pour rejoindre Bourg-en-Bresse, Pierre Rateau est arrêté par une patrouille de gendarmes. Après quelques secondes d’hésitation, il sortit son revolver de sa poche et ordonna “laissez-nous passer, nous sommes pressés, vous voyez bien d’où l’on vient”, le plus gradé lui répondit “pour qui me prenez-vous, je ne suis pas un traître, mon fils aussi est là-dedans. Surtout n’allez pas à Bourg, c’est plein de barrages allemands” avant de leur tracer un itinéraire plus sûr.
- Le 14 juillet 1944, alors que Pierre Rateau participait à une opération de parachutage d’armes sur le Vercors, il attacha un grand drapeau tricolore à un container à destination des maquisards.

## Postérité

### Décorations
- Chevalier de la Légion d'honneur
- Compagnon de la Libération par décret du décret du 6 avril 1945[1]
- Médaille militaire
- Croix de guerre 1939-1945 (3 citations)
- Médaille de la Résistance française avec rosette par décret du 31 mars 1947[2]
- Médaille des évadés
- King's Medal for Courage in the Cause of Freedom (Grande-Bretagne)
- Chevalier de l'ordre de Léopold (Belgique)
- Croix de guerre avec palme (Belgique)

### Hommages
La ville d'Aubigny-sur-Nère a consacré un musée à Pierre Rateau, inauguré le 11 novembre 2013 en présence de Jean-Louis Crémieux-Brilhac, à l'occasion du centenaire de sa naissance.
Deux rues à Bourges et Aubigny-sur-Nère portent son nom.